# Кавська сільська рада
Кавська сільська рада — орган місцевого самоврядування у Стрийському районі Львівської області. Адміністративний центр — село Кавське.

## Загальні відомості
Водоймища на території, підпорядкованій даній раді: річка Колодниця.

## Населені пункти
Сільській раді підпорядковані населені пункти:
- с. Кавське

## Склад ради
Рада складається з 16 депутатів та голови.

### Керівний склад попередніх скликань
| ПІБ                        | Основні відомості                                                 | Дата обрання | Дата звільнення |
| -------------------------- | ----------------------------------------------------------------- | ------------ | --------------- |
| Мичко Михайло Петрович     | Сільський голова, 1956 року народження                            | 26.03.2006   | 31.10.2010      |
| Стаднишин Іван Миколайович | Сільський голова, 1955 року народження, освіта вища, безпартійний | 31.10.2010   |                 |

Примітка: таблиця складена за даними джерела